# John Rocca
John Rocca (* 23. Januar 1960 in London) ist ein britischer Musiker, Sänger und Schallplattenproduzent, der in den achtziger Jahren in der Funk- und House-Szene erfolgreich war.

## Leben
John Rocca war zunächst Schallplattenverkäufer in London und spezialisierte sich auf den Import von Jazz- und Funkplatten aus den USA. Einer seiner Stammkunden war Musiker und Rocca bedrängte ihn so lange, bis er in seiner Band mitsingen durfte. Gemeinsam traten sie ein halbes Jahr lang nachmittags bei einem Afro-Friseur auf. Danach fühlte sich Rocca reif für die erste eigene Band. Mit den Musikern Paul Morgan, Peter Maas und Andy Stennet gründete er 1978 die Formation Freeez.
Auf den Gruppennamen Freeez kam Rocca, durch ein Funk-Instrumental von Rodney Franklin namens The Groove. Dieses Lied hatte plötzliche Pausen, in denen alles erstarrt wie eingefroren. Freeez! rufen aber auch amerikanische Polizisten, wenn sie verdächtige Personen anhalten. Southern Freeez hieß die erste Single, die im März 1981 ein Top-Ten-Hit in Großbritannien wurde.
Zwei Jahre später nahm der Produzent Arthur Baker John Rocca und Peter Maas unter Vertrag, nachdem Paul Morgan und Andy Stennet die Band bereits verlassen hatten und schrieb für Freeez den Hit: I.O.U. Dieser Titel erreichte Platz zwei in den britischen Charts. In Deutschland kletterte die Single im August 1983 bis auf Platz acht. Rocca und Maas versuchten, an diesen Erfolg anzuknüpfen, doch die Nachfolgesingle Pop Goes My Love landete nur noch unter ferner liefen. 1987 tauchte I.O.U. noch einmal als Remix auf, doch danach verschwand Freeez endgültig in der Versenkung. 2001 allerdings wurde der Titel von den Phonkillaz aus Anlass der RTL-80er-Jahre-Show, erneut gecovert. 1985 versuchte Rocca zusammen mit Andy Stennet mit der Formation Pink Rhythm nochmal an den Erfolg von Freeez anzuknüpfen, jedoch recht erfolglos.
John Rocca konnte in den 1980er Jahren aber auch als Solist einige Erfolge verbuchen. 1987 hatte er in den US-Dance Charts mit dem Stück I want it to be real einen Nummer-1-Hit. 1993 hatte er unter dem Pseudonym Midi Rain mit Shine ebenfalls einen erfolgreichen Titel in den US-Dance-Charts.
| Personendaten    | Personendaten                                         |
| ---------------- | ----------------------------------------------------- |
| NAME             | Rocca, John                                           |
| KURZBESCHREIBUNG | britischer Musiker, Sänger und Schallplattenproduzent |
| GEBURTSDATUM     | 23. Januar 1960                                       |
| GEBURTSORT       | London                                                |